# Джонс, Марша Мэй
Марша Мэй Джонс (англ. Marcia Mae Jones, 1 августа 1924, Лос-Анджелес, Калифорния — 2 сентября 2007, Вудленд-Хиллз, Калифорния) — американская актриса.

## Биография
Родилась в Лос-Анджелесе младшей из трёх детей в семье актрисы Фреды Джонс. Её сестра и братья Маргарет, Макон и Марвин также были детьми-актёрами. На киноэкранах она впервые появилась в двухлетнем возрасте в фильме Манекен. В дальнейшем у неё были роли в картинах «Чемпион» (1931), «Эти трое» (1936), «Имитация жизни» (1934), «Жизнь Эмиля Золя» (1937), «Приключения Тома Сойера» (1938), «Маленькая принцесса» (1939) и «Когда молодёжь сговаривается между собой» (1940). В 1940-х актриса перешла на более взрослые роли, а с начала 1950-х стала регулярно появляться на телевидении, где у неё были роли в сериалах «Мистер Эд», «Три моих сына», «Улицы Сан Франциско», «Саймон и Саймон» и ряде других. На киноэкранах в последний раз Джонс появилась в начале 1970-х, исполнив свои последние роли в фильмах «Встреча двух сердец» (1973) и «Спектр Эдгара Аллана По» (1974).
Актриса дважды была замужем. От первого супруга Роберта Чика она родила двух детей. Её вторым супругом был сценарист и продюсер Билл Девенпорт. Марша Мэй Джонс умерла от пневмонии в 2007 году в возрасте 83 лет.

## Избранная фильмография
| Год  |   | Русское название | Оригинальное название  | Роль                |
| ---- | - | ---------------- | ---------------------- | ------------------- |
| 1930 | ф | Король джаза     | King of Jazz           | цветочница          |
| 1931 | ф | Чемпион          | The Champ              | Мэри Лу Карлтон     |
| 1934 | ф | Имитация жизни   | Imitation of Life      | одноклассница Пеолы |
| 1937 | ф | Жизнь Эмиля Золя | The Life of Emile Zola | Хелен Ричардс       |